# Parathesis macrantha
Parathesis macrantha är en viveväxtart som beskrevs av Lunoiell. Parathesis macrantha ingår i släktet Parathesis och familjen viveväxter. Inga underarter finns listade i Catalogue of Life.